# Graphe.it edizioni
Graphe. it edizioni è una casa editrice fondata a Perugia nel 2005.
Fin dagli esordi della propria attività, Graphe.it ha rivolto la propria attenzione alla pubblicazione soprattutto di saggi di storia, di filosofia, di teologia, di linguistica, di grafologia e altri argomenti con una caratterizzazione interculturale  e una distribuzione capillare a livello nazionale. 

## Catalogo
Il catalogo di Graphe.it edizioni prevede saggi suddivisi in diverse collane editoriali delle quali se ne citano alcune;
- Calligraphia dedicata al "bello scrivere", allo scrivere versi;
- I Condottieri comprende testi su personaggi storici dotati di capacità di guida, anche carismatica, di popoli in periodi storici di particolare delicatezza;
- Physis che include titoli di idee, proposte e ricette orientate al vivere secondo natura;
- Pneuma, una collana dedicata alla spiritualità;
- Techne e Techne minor, due collane dedicate alla saggistica che si differenziano esclusivitmente per la corposità dei testi;
- Racconti per bambini.

Ulteriori collane sono presentate sul sito della casa editrice .